# Ахац II фон дер Шуленбург
Ахац II фон дер Шуленбург (на немски: Achaz II von der Schulenburg; * 5 април 1610, Бетцендорф; † 25 юни 1680, Бетцендорф) е фрайхер от род фон дер Шуленбург, господар на Бетцендорф, Апенбург, Валслебен в Алтмарк, Саксония-Анхалт.

## Произход
Той е син на Левин IV фон дер Шуленбург (1571 – 1614) и съпругата му Анна Мария фон Велтхайм (1580 – 1633), дъщеря на Ахац фон Велтхайм (1538 – 1588) и Маргарета фон Залдерн (1545 – 1615). Внук е на Вернер XVII фон дер Шуленбург (1541 – 1581) и Берта София фон Бартенслебен (1550 – 1606). Правнук е на Левин I фон дер Шуленбург. Брат е на Ханс Георг I фон дер Шуленбург (1613 – 1677).

## Фамилия
Ахац II фон дер Шуленбург се жени за София Хедвиг фон Велтхайм (1607 – 1667), дъщеря на Йоахим (Аскан) фон Велтхайм (1564 – 1625) и Анна фон Рауххаупт († 1651). Те имат 7 деца:
- Мария Анна фон дер Шуленбург (1636 – 1684)
- Левин Йоахим фон дер Шуленбург (* 1637; † 17 февруари 1694), женен за Кристиана Ламбертина цу Линар (1651 – 1694)
- Ахац IV фон дер Шуленбург (* ноември 1638, Бетцендорф; † 17 август 1678, Либерозе), фрайхер, женен на 21 юни 1672 г. за фрайин Елеонора фон Пьолнитц (* ок. 1648, Венеция; † сл. 1690), дъщеря на генерал-майор фрайхер Герхард Бернхард фон Пьолнитц († 1676) и принцеса Елеонора ван Насау († 1693/1703), дъщеря на принц Мориц Орански; няма наследници
- Вернер Рудолф фон дер Шуленбург (1640 – 1668)
- София Хедвиг фон дер Шуленбург (1642 – 1655)
- Амалия фон дер Шуленбург (* 28 октомври 1643; † 3 януари 1713), омъжена на 27 октомври 1661 г. в Бетцендорф за Дитрих Херман I фон дер Шуленбург (* 10 март 1638, Пропстай Залцведел; † 12 февруари 1693, Апенбург)
- Ханс Георг II фон дер Шуленбург (1645 – 1715), женен за племенницата си Рената София фон дер Шуленбург (1674 – 1743), дъщеря на сестра му Амалия фон дер Шуленбург